# Attentats de novembre 2003 à Istanbul
Pour les articles homonymes, voir attentat d'Istanbul.
Des attentats-suicides ont eu lieu à Istanbul le 15 et 20 novembre 2003, visant des synagogues, le consulat britannique et un immeuble de la banque HSBC. Les attentats de novembre 2003 à Istanbul font 63 morts et plus de 750 blessés.

## Responsabilité
Ils ont été revendiqués par le Front islamique du Grand Orient, mais les autorités turques ont rejeté cette revendication comme trompeuse.

## Condamnations
En 2004, 74 personnes ont été jugées pour ces attentats, et 26 d'entre elles acquittées.
En février 2007, le Syrien Loai al-Saqa, ainsi que six autres citoyens turcs, ont été condamnés à la perpétuité par la justice turque pour avoir organisé cet attentat. Les autorités turques affirment que Loai al-Saqa était proche d'Al-Qaïda.